# Trivellona shimajiriensis
Trivellona shimajiriensis is een slakkensoort uit de familie van de Triviidae. De wetenschappelijke naam van de soort is voor het eerst geldig gepubliceerd in 1961 door MacNeil.